# 南山律
南山律，指唐代道宣律師的「四分律」，因其居終南山、後世因稱其撰述為南山律。

## 歷史沿革
唐武德七年（624年），道宣結廬終南山，居淨業寺。此後四十余年，除被禮請參加玄奘法師在長安的譯場外，均在淨業寺潛心禪定，研究律學。後人因他長期居於終南山，並在淨業寺樹立律學範疇，即稱他所傳弘的《四分律》學為南山宗，並稱他為南山律師。
道宣弟子周秀繼承法位，成為南山律宗二祖。律宗弟子中以鑒真大師最著名，他在揚州弘揚南山律，六次東渡日本，把律宗傳到日本，在奈良建寺設壇傳戒。此乃日本律宗的開始。
五代戰亂，律宗式微。至宋代分「會正」、「資持」二宗。
元、明兩代，南山律無人傳承。清代太平天國兵起，寶華山遭到破壞，日後重建，盛況不復，甚至一度失傳。
民國初年，弘一大師精研南山律宗。研究校正《四分律刪繁補闕行事鈔資持記》、《四分律含注戒本疏行宗記》、《四分律刪補隨機羯磨疏濟緣記》，編撰有《四分律比丘戒相表記》、《南山律在家備覽略編》等，使南山律法得以發揚復興。

## 南山律法系
- 《四分律》
- 《四分律刪繁補闕行事鈔資持記》
- 《四分律含注戒本疏行宗記》
- 《四分律刪補隨機羯磨疏濟緣記》
- 《四分律比丘戒相表記》
- 《南山律在家備覽略編》

## 參閱
- 大藏經

## 外部連結
- 南山律 （页面存档备份，存于）